# Lucila Corral
Lucila María Corral Ruiz (Torrelavega, 25 de noviembre de 1947) es una política española, diputada por el Grupo Socialista.

## Trayectoria
Es diputada por Madrid y diputada por el Grupo Parlamentario Socialista en el Congreso durante la VIII, IX y X Legislatura.
Diplomada en Trabajo Social y profesora de Máster y Cursos de Expertos en Integración Social, fue directora de Servicios Sociales en el Ayuntamiento de Fuenlabrada y teniente de alcalde del mismo municipio (1987-1993). También fue diputada en la Asamblea de Madrid entre 1993 y 2004.

## Actividad profesional
- Vocal de la Comisión de Trabajo y Asuntos Sociales
- Vocal de la Comisión de Cooperación Internacional para el Desarrollo
- Presidenta de la Comisión Mixta para el Estudio del Problema de las Drogas
- Vocal de la Comisión no permanente para las políticas integrales de la discapacidad

## Premios y reconocimientos
En 2011 recibió el Premio Estatal del Trabajo Social, en reconocimiento al trabajo en la elaboración de la Ley Promoción de la Autonomía Personal y Atención a las personas en situación de dependencia.